# Burgstall Georgenschwimmbach
Der Burgstall Georgenschwimmbach ist eine abgegangene mittelalterliche Höhenburg nahe dem Gemeindeteil Georgenschwimmbach des niederbayerischen Marktes Frontenhausen im Landkreis Dingolfing-Landau. Er liegt 850 m südlich von Georgenschwimmbach und etwa 1250 m westnordwestlich von Rampoldstetten. Er wird als Bodendenkmal unter der Aktennummer D-2-7441-0066 im Bayernatlas als „ebenerdiger Burgstall des Mittelalters“ geführt.

## Beschreibung
Der Burgstall liegt oberhalb des Georgenschwimmbacher Grabens, der zu dem Schwimmbach, einem Nebenfluss der Vils, führt. Er liegt in dem durchgehend bewaldeten Geländerücken „Kager“. Hier findet sich an einem steilen Nordwest-Hang ein nach Westen gerichteter, abfallender Geländesporn. Dieser wird nach Osten durch einen Wall gegen das ansteigende Hinterland abgeriegelt. Dadurch entsteht ein um 8 m abfallender Innenraum mit einer Ost-West-Ausdehnung von 60 m und einer maximalen Breite von 30 m, gleich hinter dem Wall. Dieser ist schildförmig gewölbt und beginnt im Norden an dem Steilabfall und zieht sich mit verbreiternder Wallkrone nach Süden fort, nach etwa 30 m geht er in eine künstlich gesteilte Randböschung über, die bis an die Südflanke des Geländesporns deutlich ausgeprägt ist. Der Wall erhebt sich vom Innenraum her bis zu 3,4 m und fällt nach außen um 2,1 m ab. Auffallend ist die nach der Mitte zunehmende Verbreiterung der Wallkrone. Eine außen vor dem Wall liegende Bodensenke kann als Grabenrest gedeutet werden.